# رجل الطير المعقوف
رجل الطير المعقوف (الاسم العلمي:Ornithopus uncinatus) هو نوع من النباتات يتبع جنس رجل الطير من الفصيلة البقولية.